# 石垣明日花
石垣 明日花（いしがき あすか、1988年5月24日 - ）は、松竹芸能に所属していた元お笑い芸人（ピン芸人）。東京都江戸川区出身。身長145cm、血液型はA型。

## 来歴・人物
- 名前の由来は姉2人の名前で、それぞれ『日』『花』の文字が付くので、その2字を使って名付けられた[1]。
- お笑いを目指したきっかけは、いじめられていた中学生時代に『爆笑オンエアバトル』などのお笑い番組を見て、人を元気にしてくれるお笑いの魅力に惹かれたことだった[2]。松竹芸能の先輩のオジンオズボーンに憧れて、ということもあった[3]。
- 2005年、高校2年生の5月に松竹芸能東京養成所に7期生として入所、同年6月2日の『ただいま養成所ライブ』の1分ネタコーナーで初舞台。同年8月から松竹芸能のライブ『サンパチ魂』、太田プロのライブ『やる気な彼女』ゲストなど、多くのライブに出演する。高校生で芸人デビューしたため『現役女子高生芸人』と言われた。
- 2006年1月〜2月、R-1ぐらんぷりに出場、2回戦まで進出。
- 2006年11月、大学受験のため一時活動休止。大学に合格し、翌月12月から活動再開。12月2日放送の『エンタの神様』（日本テレビ）に出演。
- 『しゃべる小動物』を自称している。
- 特技はダンスで、物心付いた時から得意だった。
- 英語検定2級の資格を持っている。
- ネタの中に決め台詞を多用していた（『あ、決まった！』『マジ事件！（マジ危険！）』『ありありあり！』など）。
- 石垣はデビュー当時から、2007年の流行語ともなった「どんだけ！」というギャグを多用していた。このフレーズの新宿2丁目での流行は、石垣が出演しているライブを見た人物が2丁目の店で連呼したことがきっかけという説がある。TBSテレビ「リンカーン」やIKKOらに使われるようになり、「もぅアタシがやってもアタシのだって見てもらえないし」という理由でやらなくなった。エンタの神様では、普段と異なるネタを演じていた。
- 2008年4月を以って、お笑い芸人としての活動を終了し、松竹芸能を退社した（）。なお、芸人としての最後のライブ出演は、同年4月12日の『ガールズガーデン』（東京都中野区・Studio twl）となった。

## 出演

### テレビなど
- エンタの神様（2006年12月2日出演） - キャッチコピーは『プチベリーな女子高生』

出演直後に『あべこうじのパクリだ』などとの批判が本人の公式ホームページの掲示板に殺到し、その翌日には掲示板が閉鎖される騒ぎとなり（その後、管理人が投稿内容をチェックする形になって再開）、本人が日記にも『あれはいつもの自分のネタとは違う』などといった内容を書き込んでいる（後に削除・修正）。これについてはエンタの神様#概要も参照のこと。
- ふみコミュTV
- HAVE YOUR MEASURE　きっかけはフジテレビ。（フジテレビ、2007年　Webムービー）
- 有ののへや （EMPOT内インターネットテレビ　第4話に出演）
- 明日花とパンダのぴちぴちラジオ（ふみコミュニティ　タケウチパンダと共演）
- 瞳 （NHK総合・連続テレビ小説） - HIPZの受験生 役

### ライブ
- サンパチ魂
- やる気な彼女
- ガールズガーデン（中野Studio twl）

など

### 雑誌
- 週刊大衆（2005年11月）